# HMS Duke of Wellington (1852)
Pour les autres navires du même nom, voir HMS Duke of Wellington.
Le HMS Duke of Wellington est un vaisseau de ligne de 1er rang de 131 canons de la Royal Navy. Lancé en 1852, il est symptomatique d'une ère de changement technologique rapide dans la marine, étant propulsé à la fois par la voile et la vapeur.

## Construction
D'abord baptisé HMS Windsor Castle, il est le premier d'une classe de quatre qui représente le développement ultime du vaisseau de ligne à trois ponts en bois qui fut le Capital ship pendant 200 ans. Il fut commandé à l'origine en 1841 selon une conception de William Symonds, Surveyor of the Navy, mais n'est posé qu'en mai 1849 à Pembroke Dock ; Symonds ayant démissionné en octobre 1847, la conception fut modifiée par John Edye, son adjoint. À ce stade, le navire était encore conçu comme un voilier. Bien que la Royal Navy ait utilisé la vapeur sur des navires plus petits depuis trois décennies, elle n'avait pas été adoptée pour les navires de ligne, en partie parce que les énormes boîtes à palettes nécessaires auraient entraîné une forte réduction du nombre de canons transportés. Ce problème fut résolu par l'adoption de l'hélice marine dans les années 1840. Dans le cadre d'un programme d'urgence annoncé en décembre 1851 pour doter la marine d'une flotte de combat à vapeur, la conception fut encore modifiée par le nouvel Surveyor Baldwin Walker. Le navire est coupé en deux endroits en janvier 1852, allongé de 9,1 m  et doté d'une propulsion à hélice. Il reçoit les moteurs de 780 ch conçus et construits par Robert Napier and Sons pour la frégate Simoom, retirés lors de la conversion en navire de troupes. Le navire sera lancé le 14 septembre 1852. Ce jour-là, le duc de Wellington meurt, il sera par la suite renommé en son honneur et doté d'une nouvelle figure de proue à l'image du duc.
Le Royal Sovereign est achevé selon le même design que le Duke of Wellington mais est réduit au pont inférieur et converti de 1862 à 1864 comme le premier navire à tourelle britannique

## Histoire
Une fois achevé le 4 février 1853, le HMS Duke of Wellington est certainement le navire de guerre le plus puissant du monde (et le restera jusqu'à l'achèvement du vaisseau français Bretagne en 1855) et le plus grand jamais construit pour la Royal Navy, deux fois la taille du Victory et avec une bordée beaucoup plus grande. Il mesure 73,1 m de long, déplace 5 892 tonnes et transporte 131 canons, pesant un total de 382 tonnes et tirant principalement des boulets de 32 livres. Lors d'essais le 11 avril 1853, il atteint 10,15 nœuds à la vapeur, mais les moteurs d'occasion s'avèrent nettement insatisfaisants.
Après avoir servi dans le Western Squadron puis la Channel Fleet, il est désigné navire amiral de la flotte que le vice-amiral Charles Napier doit conduire dans la Baltique au déclenchement de la guerre de Crimée. Le Duke of Wellington sert de vaisseau amiral tout au long de la campagne baltique de 1854 et retourne dans la Baltique l'année suivante en tant que vaisseau amiral du successeur de Napier dans le commandement, le contre-amiral Richard Saunders Dundas, présent lors du bombardement de Sveaborg.
La conversion précipitée a compromis sa résistance structurelle ; il est retiré du service actif après la guerre de Crimée et mis au rebut en 1856. Il sert de navire de garde à voile ordinaire à Devonport de 1860 à 1863, puis de navire de réception à Portsmouth à partir de 1863, où il devient une attraction. Il remplace le HMS Victory comme navire amiral de Portsmouth en 1869, saluant les dignitaires de passage, comme la reine Victoria en route pour Osborne House. Le 4 février 1879, un incendie se déclare à l'avant du navire, il est éteint avec l'aide de deux remorqueurs. Il sert de vaisseau amiral pour le commandant en chef du 24 octobre 1884 à 1886 et pour la célébration de l'anniversaire de Victoria et la revue de la flotte à Portsmouth en 1896, alors qu'il fut mis au rebut le 31 mars 1888.
Le personnel logeant à l'intérieur déménage dans les baraques de Portsmouth en 1903, le navire est finalement vendu pour être démantelé en 1904.